# Różyński (herb książęcy)
Różyński (Rużyński) – polski herb książęcy. Herb własny rodziny Różyńskich.

## Opis herbu
Juliusz Ostrowski blazonuje herb następująco:

W polu błękitnem – słup złoty z dwoma krzyżami u góry i dołu ukośnie do siebie zwróconemi, albo dwie strzały z drzewcem wspólnym, żeleźcami do góry i na dółskierowanemi i z każdej strony przekrzyżowanemi. Nad tarczą – hełm z mitrą książęcą. Labry błękitne podbite złotem.

### Opis współczesny
Opis skonstruowany współcześnie brzmi następująco:
Na tarczy o polu błękitnym cztery krzyże złote od jednego drzewa wiszące takim kształtem, że dwa od wierzchu drzewa, jeden z jednego boku, drugi z drugiego, drugie dwa od korzenia drzewa, ku wyższym krzyżom w górę wyciągnione.
Całość otacza płaszcz heraldyczny, podbity gronostajem.
Płaszcz zwieńcza mitra książęca.

## Geneza
Herb należy do kniaziów Różyńskich. Według najstarszych opinii Bartosza Paprockiego i Szymona Okolskiego, pochodzą oni od Gedymina, jednakże podają te informacje bez dowodów. Według Józefa Wolffa, niewątpliwie pochodzą oni z grupy kniaziów, osiedlonych od dawna na Wołyniu, będąc zarazem tego samego pochodzenia co kniaziowie Rokowiccy. Gniazdem rodowym Różyńskich był Rozyn pod Kowlem na Wołyniu.

## Herbowni
Informacje na temat herbownych w artykule sporządzone zostały na podstawie wiarygodnych źródeł, zwłaszcza klasycznych i współczesnych herbarzy. Należy jednak zwrócić uwagę na częste zjawisko przypisywania rodom szlacheckim niewłaściwych herbów, szczególnie nasilone w czasie legitymacji szlachectwa przed zaborczymi heroldiami, co zostało następnie utrwalone w wydawanych kolejno herbarzach. Identyczność nazwiska nie musi oznaczać przynależności do danego rodu herbowego. Przynależność taką mogą bezspornie ustalić wyłącznie badania genealogiczne.
Pełne listy herbownych nie są dziś możliwe do odtworzenia, także ze względu na zniszczenie i zaginięcie wielu akt i dokumentów w czasie II wojny światowej (m.in. w czasie powstania warszawskiego w 1944 spłonęło ponad 90% zasobu Archiwum Głównego w Warszawie, gdzie przechowywana była większość dokumentów staropolskich). Nazwisko znajdujące się w artykule pochodzi z Herbarza polskiego, Tadeusza Gajla. Występowanie danego nazwiska w artykule nie musi oznaczać, że konkretna rodzina pieczętowała się herbem Różyński. Często te same nazwiska są własnością wielu rodzin reprezentujących wszystkie stany dawnej Rzeczypospolitej, tj. chłopów, mieszczan, szlachtę. Herb Różyński jest herbem własnym, wiec do jego używania uprawniona jest zaledwie jedna rodzina: Różyńscy (Rożyński, Rużyński).

### Znani herbowni
- Ostafi Różyński – książę, poseł na sejm elekcyjny (1573), ataman zaporoski w 1579–1586.
- Bohdan Różyński (zm. ok. 1576) – książę, ataman zaporoski w 1575–1576, zginął podczas oblężenia tureckiego Hasłanhorodka.
- Mikołaj Różyński – książę, ataman zaporoski w 1588, wojski kijowski (1591).
- Kiryk Różyński (zm. w 1599) – książę, ataman zaporoski w 1588, brał udział w tłumieniu powstania kozackiego w 1596.
- Roman Rożyński (1575–1610) – książę, rotmistrz królewski, hetman wojska Dymitra Samozwańca II.